# Filips Sigismund van Brunswijk-Wolfenbüttel

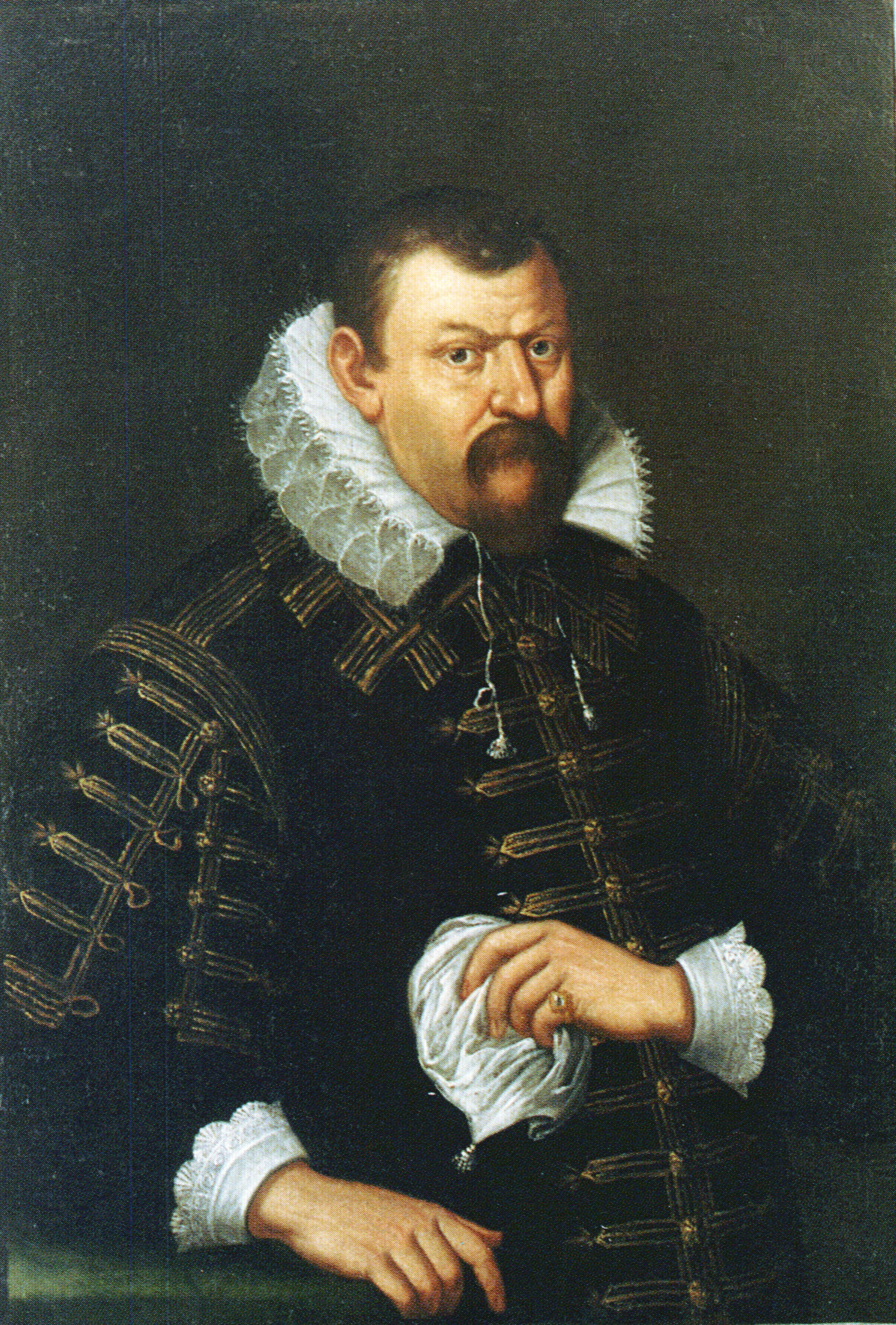
Filips Sigismund van Brunswijk-Wolfenbüttel.

Filips Sigismund van Brunswijk-Wolfenbüttel (Hessen, 1 juli 1568 - Iburg, 19 maart 1623) was van 1586 tot aan zijn dood protestants bisschop van Verden en van 1591 tot aan zijn dood protestants bisschop van Osnabrück. Hij behoorde tot het Middelste Huis Brunswijk.

## Levensloop
Filips Sigismund was de tweede zoon van hertog Julius van Brunswijk-Wolfenbüttel uit diens huwelijk met Hedwig, dochter van keurvorst Joachim II Hector van Brandenburg.
Eerst was het de bedoeling dat hij bisschop van Minden zou worden. In 1585 had zijn broer Hendrik Julius, tegelijk bisschop van Halberstadt, het bisdom Minden afgestaan ten voordele van Filips Sigismund, maar omdat de bisschopsverkiezing werd uitgesteld, volgde Filips Sigismund in 1586 uiteindelijk Eberhard von Holle op als bisschop van Verden. Als protestant werd hij echter nooit officieel benoemd door de paus en de bevestiging van zijn benoeming door de keizer van het Heilige Roomse Rijk gebeurde pas in 1598.
Ondertussen was hij in 1591 ook verkozen tot bisschop van Osnabrück en daarnaast was hij ook kanunnik in Bremen en Maagdenburg, alsook vanaf 1598 proost van de Dom van Halberstadt. Bij de opdeling van het graafschap Hoya in 1589 kreeg hij ook het bezit over drie amten in de omgeving van Verden.
Filips Sigismund leefde afwisselend in de sloten van Iburg en Rotenburg. Hij was verantwoordelijk voor de uitbreiding van beide kastelen en liet in 1595 in Iburg een slotmolen en een jachtslot bouwen. In Rotenburg liet hij het plaatselijke kasteel afbreken en vervangen door een renaissanceslot, dat in 1626 tijdens de Dertigjarige Oorlog door troepen van Johan t'Serclaes van Tilly werd verwoest.
In het bisdom Verden liet hij in 1600 een nieuwe lutherse kerkorde invoeren, maar in het bisdom Osnabrück bleef de godsdienstige situatie in stand. Filips Sigismund promootte enerzijds het in 1595 opgerichte protestantse Ratsgymnasium in Osnabrück, maar hield zich anderzijds aan de belofte aan het kapittel van de kathedraal om niets tegen de katholieke ritus te ondernemen.
Filips Sigismund bevorderde als bisschop de handel in zijn gebieden: in Verden door de hervorming van het muntstelsel en in Osnabrück door de invoering van linnenlegmachines en laboratoria om in de huisindustrie geproduceerd linnen te controleren. Hij overleed in maart 1623 en werd bijgezet in de Dom van Verden.
- Gemeinsame Normdatei: 124878997
- International Standard Name Identifier: 0000 0003 7040 3318
- Virtual International Authority File: 249702179
- WorldCat: E39PBJgMxcBHCGfmHGCFfvmmVC